# Zona turística da Chapada Diamantina
A zona turística da Chapada Diamantina é uma das zonas de desenvolvimento do turismo no Brasil criadas pelo Ministério do Turismo no programa de regionalização dentro do Mapa do Turismo Brasileiro. Em 2022 havia mais de quarenta municípios integrando esta zona.
A região foi escolhida em 2022 na plataforma "Melhores Destinos" como o melhor lugar a ser visitado no Brasil, e "ouviu 15 mil viajantes, brasileiros e estrangeiros, sobre custo-benefício, acolhimento, atrações, gastronomia e segurança. O destino baiano ficou com média 8,9 e faturou o primeiro lugar. A maior nota foi para o item segurança, com 9,2". O resultado foi apresentado pela comitiva governamental baiana durante a "Bolsa de Turismo de Berlim" de 2023.

## Histórico
Entre os anos de 1991 a 2010 a região não foi das que recebeu os maiores recursos do poder público, mas registrou investimentos privados que levaram à criação dos primeiros hotéis sustentáveis do estado, sendo que o Hotel Canto das Águas em Lençóis recebeu a certificação da ABNT que lhe garantiu o título de primeiro Hotel Sustentável do Brasil.
Em 2004 o governo estadual publicou um estudo no qual avaliava o que então denominou de Plano de Desenvolvimento Integrado do Turismo Sustentável do "Polo Turístico Chapada Diamantina", onde a região fora dividida em três "circuitos": Chapada Norte, do Diamante e do Ouro. Nestes locais o governo imaginou cidades que seriam as "âncoras", capazes de concentrar o fluxo de turismo e que seriam, respectivamente: Jacobina e Morro do Chapéu, Lençóis e, finalmente Rio de Contas. Cidades então consideradas "mini-âncoras" seriam Mucugê, Andaraí e Palmeiras que, apesar de não possuírem atrativos e estrutura como as primeiras, "contam com atrativos relevantes para captar fluxo
diário". O estado fora, então, dividido em sete zonas turísticas: Costa dos Coqueiros, Baía de Todosos Santos, Costa do Dendê, Costa do Cacau, Costa das Baleias, Chapada Diamantina e Costa do Descobrimento.
Antes, em 2003, o governo federal havia criado o Ministério do Turismo e, pouco tempo depois, foi publicado o Plano Nacional de Turismo, criado pela Secretaria Nacional de Políticas de Turismo então instalada. Surgiu ali o "Programa de Regionalização do Turismo – Roteiros do Brasil" que procurava regionalizar e municipalizar as ações da área.

## Circuitos arqueológicos
Segundo registro do Instituto do Patrimônio Artístico e Cultural da Bahia (IPAC), em 2010 foi estabelecida uma parceria com a Universidade Federal da Bahia (UFBA), para desenvolver o "Programa de Pesquisa e Manejo de Sítios de Arte Rupestre da Chapada Diamantina, envolvendo prefeituras e comunidades vizinhas aos sítios, nos municípios de Morro do Chapéu, Iraquara, Lençóis, Palmeiras, Seabra e Wagner, uma proposta de desenvolvimento sustentável, com base no patrimônio cultural" no qual foram mapeados 57 sítios objetivando a criação de circuitos arqueológicos, roteiros de visitação tendo como referência os sítios rupestres e outros bens patrimoniais

O sitio da Serra das Paridas (em Lençóis) e a Lapa do Sol (em Iraquara), são dois dos pontos com inscrições rupestres que podem ser visitados por turistas.